# Asarum tongjiangense
Asarum tongjiangense Z.L.Yang – gatunek rośliny z rodziny kokornakowatych (Aristolochiaceae Juss.). Występuje naturalnie w środkowych Chinach – w północno-wschodniej części prowincji Syczuan. 

## Morfologia
PokrójBylina tworząca kłącza.
LiściePojedyncze, mają kształt od owalnie sercowatego do trójkątnie owalnego. Mierzą 5–13 cm długości oraz 4–10 cm szerokości. Blaszka liściowa o sercowatej nasadzie i spiczastym wierzchołku, owłosiona od spodu. Ogonek liściowy jest nagi i dorasta do 8–22 cm długości.
KwiatyPromieniste, obupłciowe, pojedyncze. Okwiat ma dzwonkowaty kształt z nieco zwężonym wierzchołkiem i purpurową barwę, dorasta do 4–5 cm długości oraz 3–4 cm szerokości. Listki okwiatu są trójkątnie owalne. Zalążnia jest wpół dolna z wolnymi słupkami.

## Biologia i ekologia
Rośnie w lasach. Występuje na wysokości od 800 do 1400 m n.p.m. Kwitnie od kwietnia do czerwca.